# Koraalslangen
Koraalslangen (Micrurus) zijn een geslacht van zeer giftige slangen uit de familie koraalslangachtigen (Elapidae).

## Naam en indeling
De wetenschappelijke naam van de groep werd voor het eerst voorgesteld door Johann Georg Wagler in 1824. Er zijn 81 soorten, inclusief de pas in 2018 beschreven soort Micrurus boicora. Veel soorten werden vroeger aan het niet meer erkende geslacht Elaps toegekend. De soorten worden verdeeld in verschillende geslachtengroepen, gebaseerd op de uiterlijke kenmerken zoals de positie van de schubben aan de onderzijde van de keel en het kleurenpatroon aan de bovenzijde van het lichaam.
De Nederlandstalige naam koraalslangen slaat op de felle kleuren.

## Uiterlijke kenmerken
De slangen zijn klein tot middelgroot en bereiken een lichaamslengte van ongeveer 35 centimeter tot 1,2 meter. De kop is niet duidelijk te onderscheiden van het lichaam door het ontbreken van een duidelijke insnoering. De ogen zijn relatief klein en hebben een ronde pupil. De slangen hebben doorgaans 15 rijen schubben in de lengte op het midden van het lichaam. De anaalschub en de caudale schubben zijn altijd gepaard.
De meeste soorten hebben bonte lichaamskleuren zoals rood, zwart en geel, veel soorten hebben een bandenpatroon aan de bovenzijde van het lijf bestaande uit twee of drie kleuren banden die elkaar afwisselen. Door het enorme soortenaantal kunnen de kleuren echter sterk variëren, er zijn ook soorten met een uniforme rode of bruine lichaamskleur. De giftige koraalslangen worden geïmiteerd door onschuldige soorten die zo profiteren van de afschrikwekkende kleuren van de koraalslangen. Meestal hebben dergelijke soorten een duidelijk te onderscheiden kop die afgesnoerd is van het lichaam of een afwijkend patroon van dwarsbanden op het lichaam. Een voorbeeld zijn de vertegenwoordigers uit het geslacht Sibon.

## Levenswijze
Alle koraalslangen zijn zeer giftig. Ze hebben een sterk neurotoxisch gif dat onder andere het ademhalingsapparaat kan verlammen waarna de dood intreedt. Veel soorten uit dit geslacht hebben een kleine kop en dito bek en kunnen moeilijk in de ledematen zoals armen en benen bijten. De menselijke tenen en vingers zijn echter kwetsbaar, na een beet is onmiddellijke medische hulp benodigd.
De meeste soorten jagen op hagedissen, zoals leguanen en skinken en op andere soorten slangen. De soort Micrurus alleni heeft zich gespecialiseerd op het buitmaken van de palingachtige vis Synbranchus marmoratus. De vrouwtjes zetten eieren af, de juvenielen hebben vaak hetzelfde kleurpatroon als de ouderdieren en zijn al direct giftig. Koraalslangen zijn de enige eierleggende giftige slangen in de Verenigde Staten.

## Verspreiding en habitat
De soorten komen voor in delen van zuidelijk Noord-Amerika, Midden- en Zuid-Amerika en leven in de landen Frans-Guyana, Guyana, Colombia, Ecuador, Peru, Brazilië, Bolivia, Peru, Panama, Uruguay, Argentinië, Paraguay, Nicaragua, Costa Rica, Honduras, Mexico, Suriname, Venezuela, Trinidad, Verenigde Staten en El Salvador. De habitat bestaat uit vochtige tropische en subtropische bossen, zowel in laaglanden als in bergstreken en droge tropische en subtropische bossen. Ook in door de mens aangepaste streken zoals aangetaste bossen, plantages en landelijke tuinen kunnen de dieren worden aangetroffen.

## Beschermingsstatus
Door de internationale natuurbeschermingsorganisatie IUCN is aan 71 soorten een beschermingsstatus toegewezen. Er worden 55 soorten beschouwd als 'veilig' (Least Concern of LC), acht als 'onzeker' (Data Deficient of DD), twee als 'kwetsbaar' (Vulnerable of VU) en twee als 'gevoelig' (Near Threatened of NT). Twee soorten worden gezien als 'bedreigd' (Endangered of EN) en de soorten Micrurus medemi en Micrurus ruatanus ten slotte staan te boek als 'ernstig bedreigd' (Critically Endangered of CR).

## Soorten
Het geslacht omvat de volgende soorten, met de auteur en het verspreidingsgebied.
| Naam                                                | Auteur                                                                   | Verspreidingsgebied                                                                                         |
| --------------------------------------------------- | ------------------------------------------------------------------------ | --- |
| Micrurus albicinctus                                | Amaral, 1925                                                             | Brazilië, Peru                                                                                              |
| Micrurus alleni                                     | Schmidt, 1936                                                            | Nicaragua, Costa Rica, Panama, Honduras                                                                     |
| Micrurus altirostris                                | Cope, 1860                                                               | Brazilië, Uruguay, Argentinië, Paraguay                                                                     |
| Micrurus ancoralis                                  | Jan, 1872                                                                | Panama, Colombia, Ecuador                                                                                   |
| Micrurus annellatus                                 | Peters, 1871                                                             | Peru, Bolivia, Brazilië                                                                                     |
| Micrurus averyi                                     | Schmidt, 1939                                                            | Guyana, Brazilië                                                                                            |
| Micrurus baliocoryphus                              | Cope, 1862                                                               | Argentinië, Paraguay                                                                                        |
| Micrurus bernadi                                    | Cope, 1887                                                               | Mexico |
| Micrurus bocourti                                   | Jan, 1872                                                                | Ecuador, Peru                                                                                               |
| Micrurus bogerti                                    | Roze, 1967                                                               | Mexico |
| Micrurus boicora                                    | Bernarde, Turci, Abegg & Franco, 2018                                    | Brazilië |
| Micrurus brasiliensis                               | Roze, 1967                                                               | Brazilië |
| Micrurus browni                                     | Schmidt & Smith, 1943                                                    | Mexico, Guatemala, Honduras                                                                                 |
| Micrurus camilae                                    | Renjifo & Lundberg, 2003                                                 | Colombia |
| Micrurus circinalis                                 | Duméril, Bibron & Duméril, 1854                                          | Trinidad, Venezuela                                                                                         |
| Micrurus clarki                                     | Schmidt, 1936                                                            | Costa Rica, Panama, Colombia                                                                                |
| Micrurus collaris                                   | Schlegel, 1837                                                           | Suriname, Venezuela, Guyana, Brazilië, Frans-Guyana                                                         |
| Gewone koraalslang (Micrurus corallinus)            | Merrem, 1820                                                             | Brazilië, Argentinië, Paraguay                                                                              |
| Micrurus decoratus                                  | Jan, 1858                                                                | Brazilië |
| Micrurus diana                                      | Roze, 1983                                                               | Bolivia, Brazilië                                                                                           |
| Micrurus diastema                                   | Duméril, Bibron & Duméril, 1854                                          | Mexico, Belize, Guatemala, Honduras                                                                         |
| Micrurus dissoleucus                                | Cope, 1860                                                               | Panama, Colombia, Venezuela                                                                                 |
| Micrurus distans                                    | Kennicott, 1860                                                          | Mexico |
| Micrurus diutius                                    | Burger, 1955                                                             | Trinidad, Venezuela, Guyana, Brazilië                                                                       |
| Micrurus dumerilii                                  | Jan, 1858                                                                | Venezuela, Colombia, Ecuador, Panama                                                                        |
| Micrurus elegans                                    | Jan, 1858                                                                | Mexico, Guatemala                                                                                           |
| Micrurus ephippifer                                 | Cope, 1886                                                               | Mexico |
| Micrurus filiformis                                 | Günther, 1859                                                            | Colombia, Brazilië, Peru                                                                                    |
| Micrurus frontalis                                  | Duméril, Bibron & Duméril, 1854                                          | Brazilië, Paraguay, Argentinië                                                                              |
| Harlekijnkoraalslang (Micrurus fulvius)             | Linnaeus, 1766                                                           | Verenigde Staten                                                                                            |
| Micrurus hemprichii                                 | Jan, 1858                                                                | Colombia, Venezuela, Guyana, Frans-Guyana, Suriname, Ecuador, Peru, Brazilië, Bolivia                       |
| Micrurus hippocrepis                                | Peters, 1862                                                             | Belize, Guatemala                                                                                           |
| Micrurus ibiboboca                                  | Merrem, 1820                                                             | Brazilië |
| Micrurus isozonus                                   | Cope, 1860                                                               | Venezuela, Colombia, Brazilië, Guyana                                                                       |
| Micrurus langsdorffi                                | Wagler, 1824                                                             | Colombia, Peru, Brazilië, Ecuador                                                                           |
| Micrurus laticollaris                               | Peters, 1870                                                             | Mexico |
| Micrurus latifasciatus                              | Schmidt, 1933                                                            | Mexico, Guatemala                                                                                           |
| Zuid-Amerikaanse koraalslang (Micrurus lemniscatus) | Linnaeus, 1758                                                           | Bolivia, Brazilië, Colombia, Ecuador, Frans-Guyana, Guyana, Suriname, Peru, Argentinië, Paraguay, Venezuela |
| Micrurus limbatus                                   | Fraser, 1964                                                             | Mexico |
| Micrurus margaritiferus                             | Roze, 1967                                                               | Peru |
| Micrurus medemi                                     | Roze, 1967                                                               | Colombia |
| Micrurus meridensis                                 | Roze, 1989                                                               | Venezuela                                                                                                   |
| Micrurus mertensi                                   | Schmidt, 1936                                                            | Ecuador, Peru                                                                                               |
| Micrurus mipartitus                                 | Duméril, Bibron & Duméril, 1854                                          | Costa Rica, Panama, Colombia, Brazilië                                                                      |
| Micrurus mosquitensis                               | Schmidt, 1933                                                            | Nicaragua, Costa Rica, Panama                                                                               |
| Micrurus multifasciatus                             | Jan, 1858                                                                | Nicaragua, Costa Rica, Panama, Colombia                                                                     |
| Micrurus multiscutatus                              | Rendahl & Vestergren, 1940                                               | Colombia, Ecuador                                                                                           |
| Micrurus narduccii                                  | Jan, 1863                                                                | Colombia, Ecuador, Peru, Brazilië, Bolivia                                                                  |
| Micrurus nattereri                                  | Schmidt, 1952                                                            | Venezuela, Colombia, Brazilië                                                                               |
| Micrurus nebularis                                  | Roze, 1989                                                               | Mexico |
| Micrurus nigrocinctus                               | Girard, 1854                                                             | Mexico, Belize, Guatemala, Honduras, El Salvador, Nicaragua, Costa Rica, Panama, Colombia, Caraïben         |
| Micrurus obscurus                                   | Jan, 1872                                                                | Colombia, Brazilië, Bolivia, Ecuador, Peru                                                                  |
| Micrurus oligoanellatus                             | Ayerbe & López, 2002                                                     | Colombia |
| Micrurus ornatissimus                               | Jan, 1858                                                                | Ecuador, Colombia, Peru                                                                                     |
| Micrurus pacaraimae                                 | Morato de Carvalho, 2002                                                 | Brazilië, mogelijk in Venezuela                                                                             |
| Micrurus pachecogili                                | Campbell, 2000                                                           | Mexico |
| Micrurus paraensis                                  | da Cunha & Nascimento, 1973                                              | Brazilië, Suriname                                                                                          |
| Micrurus peruvianus                                 | Schmidt, 1936                                                            | Peru, Ecuador                                                                                               |
| Micrurus petersi                                    | Roze, 1967                                                               | Ecuador |
| Micrurus potyguara                                  | Pires, Da Silva Jr, Feitosa, Costa-Prudente, Pereira-Filho & Zaher, 2014 | Brazilië |
| Micrurus proximans                                  | Smith & Chrapliwy, 1958                                                  | Mexico |
| Micrurus psyches                                    | Daudin, 1803                                                             | Guyana, Frans-Guyana, Suriname, Venezuela, Brazilië, Trinidad, Colombia                                     |
| Micrurus putumayensis                               | Lancini, 1962                                                            | Peru, Brazilië, Colombia                                                                                    |
| Micrurus pyrrhocryptus                              | Cope, 1862                                                               | Brazilië, Bolivia, Paraguay, Argentinië                                                                     |
| Micrurus remotus                                    | Roze, 1987                                                               | Venezuela, Colombia, Brazilië                                                                               |
| Micrurus renjifoi                                   | Lamar, 2003                                                              | Colombia |
| Micrurus ruatanus                                   | Günther, 1895                                                            | Honduras |
| Micrurus sangilensis                                | Nicéforo María, 1942                                                     | Colombia |
| Micrurus scutiventris                               | Cope, 1869                                                               | Brazilië, Colombia, Ecuador, Peru                                                                           |
| Micrurus serranus                                   | Harvey, Aparicio & Gonzáles, 2003                                        | Bolivia |
| Micrurus silviae                                    | Di-Bernardo, Borges-Martins & da Silva, 2007                             | Brazilië, Paraguay, Argentinië                                                                              |
| Micrurus spixii                                     | Wagler, 1824                                                             | Brazilië, Venezuela, Colombia, Bolivia, Ecuador                                                             |
| Micrurus spurrelli                                  | Boulenger, 1914                                                          | Colombia |
| Micrurus steindachneri                              | Werner, 1901                                                             | Ecuador, Peru                                                                                               |
| Micrurus stewarti                                   | Barbour & Amaral, 1928                                                   | Panama |
| Micrurus stuarti                                    | Roze, 1967                                                               | Guatemala                                                                                                   |
| Surinaamse koraalslang (Micrurus surinamensis)      | Cuvier, 1817                                                             | Frans-Guyana, Guyana, Colombia, Ecuador, Peru, Brazilië, Bolivia                                            |
| Micrurus tener                                      | Baird & Girard, 1853                                                     | Mexico, Verenigde Staten                                                                                    |
| Micrurus tikuna                                     | Feitosa, Da Silva Jr, Pires, Zaher & Costa-Prudente, 2015                | Brazilië, Colombia, mogelijk in Peru                                                                        |
| Micrurus tricolor                                   | Hoge, 1956                                                               | Brazilië, Paraguay                                                                                          |
| Micrurus tschudii                                   | Jan, 1858                                                                | Peru, Ecuador, mogelijk in Bolivia                                                                          |